# Razveza zakona (sura)
Razveza zakona (arabsko At-Talaq) je 65. sura (poglavje) v Koranu, ki jo sestavlja 12 ajatov (verzov). Je medinska sura.
Med opravljanjem molitve (salata oz. namaza) pri tej suri verniki opravijo 2 ruku'ja (priklona).